# Небесные письмена Хунъя
Хунъя тяньшу (кит. 紅崖天書) — культурный памятник, расположенный в горах Хунъя на территории автономного уезда Гуаньлин (кит. 关岭), городской округ Аньшунь, провинция Гуйчжоу, КНР. Представляет собой загадочную наскальную надпись (мо я 摩崖), выполненную на вертикальной поверхности 100 м длиной и 3 м высотой иероглифами различного размера, наиболее крупные из которых превышают 1 м по высоте. На копии надписи, выполненной в 1901 году, различимы более 20-и знаков, в которых не опознаётся ни один среди известных китайских каллиграфических стилей. Загадочность надписи дала ей название тяньшу, «небесные (то есть не поддающиеся прочтению) письмена» (для сравнения, см. zh:夜郎天书). По состоянию на 1996 из них просматриваются всего 7-8 иероглифов.
Надпись впервые упоминается в стихотворении, написанном Шао Юаньшанем (династия Мин) в 1546 году. Автор высказал мнение, что она имеет отношение к Южному походу Чжугэ Ляна (225 н. э.), что дало надписи альтернативное название Стелла Чжугэ (кит. 諸葛碑). По утверждению Mo Ючжи (1811－1871, цзюйжэнь 1831), надпись относится к периоду ликвидации Великого Потопа Юем Великим (23 в. до н. э.). В хронике округа Аньшунь, составленной между 1851—61 годами (安顺府志), надпись относится к правлению У Дин-вана династии Шан (13-12 вв. до н. э.). Начиная с династии Мин, её загадочность привлекала внимание поэтов (Хуан Пэйцзе 黄培杰; Чжэн Сюаньхуэй 郑宣辉) и каллиграфов (Чжао Чжицянь).
Отсутствие упоминаний этого памятника ранее 1546 года позволило ряду современных исследователей предположить, что надпись была создана вскоре после окончания эры Цзяньвэнь (1398—1403 гг.). По гипотезе Линь Гоэня 林国恩, разрабатываемой с 1990-х гг. и опубликованной в 2006 в виде книги, надпись представляет собой осудительную декларацию от свергнутого императора Чжу Юньвэня (предположительно сбежавшего в Гуйчжоу) в адрес его дяди, Чжу Ди, узурпировавшего престол в 1403. Линь Гоэнь утверждает, что знаки 丙戌, просматривающиеся в надписи, представляют собой её датировку: 1406 г. Исключительность исторических условий создания якобы привела к тому, что автор(ы) использовал(и) эклектичный сплав наиболее древних среди известных на тот момент стилей письма, а также выразительную экзотическую компоновку надписи и её своеобразный афористический стиль. Авторитаризм правления Чжу Ди, который почти полностью вычеркнул своего предшественника из истории, якобы привёл к замалчиванию событий, связанных с созданием надписи. Эта версия, однако, не получила универсального признания. Согласно официальной истории династии Мин, Чжу Юньвэнь погиб при пожаре в столичном дворце.  Тем не менее, не исключен вариант, что создание надписи в действительности стало поступком конфуцианской оппозиции, выступившей против узурпации Чжу Ди (например, см. Фан Сяожу)
Расшифровка надписи затруднена тем, что охотники за антиквариатом, заказавшие отпечаток надписи в 1901 году, привлекли к работе местных мастеровых, которые произвольно «подчеркнули» имевшиеся на скале плохо различимые знаки: таким образом, то, что осталось от аутентичного облика надписи, было почти полностью уничтожено.